# Miloš Brezinský
Miloš Brezinský (Trenčín, 2 aprile 1984) è un calciatore slovacco, difensore del Nový Bor.

## Palmarès
- Campionato ceco: 1

Viktoria Plzeň: 2010-2011
- Supercoppa della Repubblica Ceca: 1

Viktoria Plzeň: 2011